# Aleksandar Preka
Aleksandar Preka (1897. – 1991.), hrv. bh. političar iz Tuzle. Podrijetlom iz katoličke albanske obitelji. On i brat Nikola bili su HSS-ovi političari 1920-ih, 1930-ih i 40-ih. Po zanimanju odvjetnik.

## Životopis
Rođen u obitelji katoličkog Albanca Gašpara Precce i majke Hrvatice. Stric Zef Precca također se oženio Hrvaticom. Premda su i otac i stric u srcu do smrti ostali albanski domoljubi, suprugama su pustili djecu odgojiti u hrvatskom duhu.
Prije drugoga svjetskoga rata bio je narodni zastupnik HSS-a u Tuzli. U Tuzli je bio predsjednik Napretkove podružnice u Tuzli. Otvorio vrlo posjećenu prosvjetnu konferenciju u dvorani Hrvatskog doma u Tuzli, sazvanu zbog organiziranja akcije protiv nepismenosti. Angažirao se za spašavanje Hrvatskog doma i velikog vraćanje duga Hipotekarnoj banci, u situaciji novčane i gospodarske krize i protuhrvatske politike koja je zabranjivala priredbe koje su bile važni izvor prihoda. Pokrenuo je široke mase, angažirao Središnjicu HKD Napredak i dug je vraćen, a Dom obnovljen. Rat je dočekao kao predsjednik podružnice u Tuzli i dužnost je obnašao do 1942. godine, kad je predsjednik postao odvjetnik Ivo Baljić.
Član Hrvatskoga državnog sabora u NDH. Kad su partizani zauzeli Tuzlu, cijelo vodstvo HSS-a u Tuzli prešlo je u partizane: predvođeni Aleksandrom Preccom, pošli su Jure Begić, Ante Kamenjašević, Ivo Sunarić, Bogomir Brajković, Luka Šimović i Ivica Martinović(Martinovića su komunisti koristili za organiziranje u derventskom okrugu, jer prema komunistima "Hrvati u Derventi i Doboju bili su prevladavajuće za HSS a neprijateljski prema ustašama"). Već 3. listopada poveo je mjesnu organizaciju u Hrvatski dom gdje su izglasovali pridruživanje NOP-u i odlučili formirati hrvatsku brigadu. Sutradan su Precca, Brajković i Sunarić napisali apel Hrvatima neka priđu partizanima. Potom se HSS-ovo vodstvo iz Tuzle čiji je Precca bio vođa srelo s mjesnim vodstvom komunista, spominjući im Radićevo divljenje bratskoj Rusiji. Obišli su hrvatska sela u okolici Tuzle i u legendarnom Husinu, mjestu poznate rudarske bune, formirali 18. hrvatsku istočnobosansku brigadu. Skupili su 600 ljudi, zapovjedno osoblje bili su domobranski časnici, osim politkomesara, a zapovjednik je bio komunistički veteran Franjo Herljević. Pokrajinski komitet je prigovorio na sastav brigade, ali za početak im je bilo bitno privući što više Hrvata.
Na zapovijed Tita 3. bosanskom korpusu 26. listopada 1943. da bi Pokrajinski komitet za BiH morao odmah poći u srednju Bosnu i da pođe s još nekim uglednim Srbima, Hrvatima i Muslimanima na plenum AVNOJ-a. 1. studenoga iz Tuzle su pošli HSS-ovci Hrvati Aleksandar Preka, Ante Kamenjašević, Bogomir Brajković i Jure Begić, domobranski pukovnik Sulejman Filipović i dr. u Jajce.
Tijekom partizanske okupacije Tuzle, Kamenjašević i Preka su štitili osobe koje su podupirale ustaški pokret od partizanske osvete, čuvavši si tako odstupnicu i ne sjekavši si sveze s ustašama. Neko vrijeme nakon partizanskog poraza u Tuzli, vratili su se živjeti pod ustašama.
Nakon pada partizana u Tuzli i 6. neprijateljske ofenzive, Tuzla je bila ispražnjena i ustaše su se vratile 10. studenoga 1943. godine. Ustaše su da bi izbjegli ekscese, poučene komunističkim primjerom, služile se novčanim nagradama svima onima koji napuste 18. hrvatsku istočnobosansku brigadu. Suradnici komunista umnogome su napustili partizane i vratili se iz šuma i gora natrag u Tuzlu.
Precca je bio izabran u Predsjedništva Prezidija ZAVNOBIH-a na Prvom zasjedanju 25. i 26. studenoga 1943. u Mrkonjić gradu, u koje su ušli: predsjednik - prvak SDS-a iz Bijeljine Vojislav Kecmanović, prvi potpredsjednik - književnik iz Mostara Avdo Humo, drugi potpredsjednik - Aleksandar Precca, treći potpredsjednik - član Oblasnog NOO-a za Bos. Krajinu Đuro Pucar – Stari, sekretar - Hasan Brkić. U radnom predsjedništvu ZAVNOBIH-a bili su isti ljudi, osim Hasana Brkića, te uz njih još pukovnik NOV i POJ iz Sarajeva Sulejman Filipović, svećenik Pravoslavne crkve iz Gacka Novak Mastilović, novinar iz Bijeljine Rodoljub Čolaković. 
Vijećnici sreza Tuzla tom zasjedanju, a prema prijedlogu Avde Hume bili su bivši zastupnik u Bosanskom saboru i senator Zemljoradničke stranke Simo Eraković, bivši zastupnik HSS-a Aleksandar Preka, radnik iz Tuzle Pašaga Mandžić. Zamjenici vijećnika bili su gostioničar iz Tuzle Ante Kamenjašević, učitelj iz Tuzle i zapovjednik tuzlanskog odreda NOP Omer Gluhić.
Aleksandar Precca i kolega HSS-ovac Ante Kamenjašević vratili su se također u Tuzlu pod ustaškom vlašću, ali su ih ustaše istjerale i bili su prisiljeni otići u Zagreb. Precca je preživio, a veteran boljševičke revucije i ruskog građanskog rata Kamenjašević je ubijen.
Predsjedništvo ZAVNOBIH nije bilo okrutno prema Kamenjaševiću i Preki kao prema nekim drugima otpalim suradnicima, jer nisu htjeli napustiti te svoje suradnike, pa su ih veljače 1945. samo opozvali iz predsjedništva.

## Vanjske poveznice
- ISTOČNA BOSNA U NOR-u – SJEĆANJA UČESNIKA, knjiga 2.  Aleksandar Preka: Hrvati tuzlanskog bazena pristupaju NOP-u, str. 292